# Concerto per Patty
| Recensione | Giudizio       |
| ---------- | -------------- |
| Ondarock   | Pietra miliare |

Concerto per Patty è il secondo album in studio di Patty Pravo, pubblicato nel 1969 in Italia dall'etichetta discografica ARC, come il precedente; dal disco successivo inciderà per la RCA Italiana, casa madre della ARC.

## Descrizione
Nel 1969 Patty Pravo era nota grazie al successo del primo 45 giri, Ragazzo triste, nel 1966, a cui erano seguiti altri brani come Qui e là, Se perdo te, La bambola e Gli occhi dell'amore.
Aveva inoltre inciso il suo primo album che conteneva i suoi successi e alcune cover come Yesterday dei Beatles.
Il produttore Crocetta propose un secondo 33 giri in cui un lato fosse interamente occupato da un lungo brano orchestrale, Concerto per Patty, scritto per il testo da Gianni Meccia e per la musica da Bruno Zambrini, con il contributo del maestro Franco Pisano, che diresse l'orchestra eseguendo anche gli arrangiamenti degli archi e dei fiati.
In un articolo pubblicato dal settimanale Oggi il 13 agosto 1969 è riportata una testimonianza di un tecnico degli studi RCA (dove la canzone venne registrata):
Nello stesso articolo Crocetta espresse i suoi dubbi sul testo della canzone che, descrivendo una Patty Pravo che rimpiangeva la Nicoletta degli esordi, ragazza semplice, in realtà si allontanava da quella che era la personalità effettiva della cantante; fu questa comunque l'ultima volta in cui i due lavorarono insieme, dopodiché Patty, dubbiosa sull'immagine di lei su cui Crocetta puntava, ruppe i rapporti.
La canzone, comunque, musicalmente anticipa certi sviluppi del progressive: inizia con un arpeggio di arpa che fa da introduzione, mentre il resto dell'orchestra entra con la voce della cantante; verso il quinto minuto l'orchestra si ferma, ed un accordo di chitarra introduce un sottofondo di organo Hammond, sostituito presto da un pianoforte, su cui Patty canta la melodia; pian piano entrano gli altri strumenti e, intorno all'ottavo minuto, nuovamente l'orchestra completa.
La casa discografica decise anche di far uscire un 45 giri con una versione del brano Concerto per Patty ridotta e frutto di una differente incisione discografica. La durata è di circa 8 minuti ed è suddivisa in tre movimenti, intitolati Le ore del passato e L'aria di un paese sul lato A (durata 3:43) e Il mio pensiero diventi tu sul lato B (durata 5:48), quest'ultima ancora inedita su cd.
Per completare il disco, sul lato B vennero inserite alcune reinterpretazioni e le canzoni degli ultimi 45 giri di Patty, usciti sempre con grande successo alcuni mesi prima: Tripoli 1969 e Il paradiso (tralasciando i rispettivi retri, e cioè Lasciatemi amare chi voglio e Scende la notte sale la luna).
La canzone che apre il lato B, Il paradiso, ha una storia curiosa: scritta da Mogol e Lucio Battisti con il titolo Il paradiso della vita, fu incisa dalla Ragazza 77 (pseudonimo di Ambra Borelli) con nessun successo, verrà ripresa dal gruppo inglese degli Amen Corner, col titolo (If Paradise Is) Half as Nice, raggiungendo il primo posto delle classifiche di vendita britanniche; viene quindi nuovamente incisa in Italia, con un certo successo, da Patty in un 45 giri.
Segue Sola in capo al mondo, cover di End of the world degli Aphrodite's Child, gruppo greco di successo in quegli anni, in cui suonavano il celebre tastierista Vangelis Papathanassiou ed il cantante Demis Roussos, e Un giorno come un altro, cover di First of May dei Bee Gees.
With a Little Help from My Friends è eseguita in versione quasi strumentale (con alcuni cori in inglese), eseguita al pianoforte dalla stessa Patty Pravo, con l'accompagnamento e l'arrangiamento molto rock dei The Primitives: la chitarra elettrica è in evidenza all'inizio.
Tripoli 1969 è l'altra canzone uscita in precedenza su 45 giri: anche se il testo è firmato da Miki Del Prete e Vito Pallavicini, alcuni riferimenti "esotici" fanno pensare allo zampino, mai confermato ufficialmente, dell'autore della musica, Paolo Conte (insieme al suo concittadino Michele Virano).
Il brano conclusivo del lato e del disco è Un'ora fa, presentata pochi mesi prima al Festival di Sanremo da Fausto Leali e Tony Del Monaco, scritta, per quel che riguarda la musica, dal jazzista Gianfranco Intra; questa canzone viene incisa senza la parte iniziale introduttiva, ed è l'unica in cui sono accreditati in copertina i Cyan Three che però, essendo il gruppo ufficiale di Patty, è molto probabile che abbiano suonato nelle altre canzoni (tranne, come abbiamo visto, in With a Little Help from My Friends).
La foto della copertina del disco è opera di Fernando Muscinelli, ed era già stata pubblicata all'interno della copertina del primo disco: raffigura Patty con un abitino corto bianco e con in mano un narciso.
Gli arrangiamenti sono di Franco Pisano per la title track; di Piero Pintucci per Il paradiso, Sola in capo al mondo, e Un giorno come un altro; di Giancarlo Trombetti per Tripoli 1969; dei Cyan Three per Un'ora fa e dei The Primitives per With a Little Help from My Friends.

## Edizioni
L'edizione originale ha l'etichetta ARC di colore verde chiaro, una ristampa successiva si presenta con l'etichetta azzurra della RCA Italiana.

## Tracce

### Lato A
1. Concerto per Patty – 12:22 – (testo di Gianni Meccia; musica di Bruno Zambrini; edizioni musicali RCA)

### Lato B
1. Il paradiso – 2:29 – (testo di Mogol; musica di Lucio Battisti; edizioni musicali El' & Chris)
2. Sola in capo al mondo (End of the world) – 3:20 – (testo originale e musica di Vangelis Papathanassiou; testo italiano di Luciano Beretta; edizioni musicali Alfiere)
3. Un giorno come un altro (First of May) – 3:07 – (testo originale e musica di Barry, Robin e Maurice Gibb; testo italiano di Luciano Giacotto; edizioni musicali Gibb Brothers Music Ltd)
4. With a little help from my friends – 4:09 – (testo e musica di John Lennon e Paul Mc Cartney; edizioni musicali Northern Songs Ltd)
5. Tripoli 1969 – 3:33 – (testo di Miki Del Prete e Vito Pallavicini; musica di Paolo Conte e Michele Virano; edizioni musicali Clan)
6. Un'ora fa – 2:01 – (testo di Luciano Beretta e Ermanno Parazzini; musica di Gian Franco Intra; edizioni musicali Soedi)

## Musicisti
- Patty Pravo: voce, pianoforte (in With a Little Help from My Friends)
- Gordon Fagetter: batteria
- George Sims: chitarra
- Roger Smith: basso
- Robby McIntosh: batteria (in With a Little Help from My Friends)
- Jay Roberts: basso (in With a Little Help from My Friends)
- Dave Sumner: chitarra (in With a Little Help from My Friends)
- I Cantori Moderni di Alessandroni: cori (in Concerto per Patty)

## L'album in classifica
Risultò il 7º album più venduto del 1969, raggiungendo il 5º posto in hit-parade.